# Siluro San Bartolomeo
Le Siluro San Bartolomeo  était une torpille humaine italienne conçue pendant la Seconde Guerre mondiale, utilisée par le Xe Flottiglia MAS pour des opérations de type commando. 

## Conception et historique

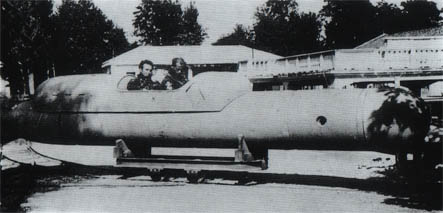
Le Siluro San Bartolomeo.

Ce nouveau type de sous-marin de poche fabriqué dans les chantiers navals éponymes de La Spezia est un maiale amélioré, plus rapide et plus stable. Les essais effectués en 1943 furent concluants mais l'armistice du 8 septembre ne permit pas la mise au point d'opérations de torpillage.
Le projet a été géré et développé par l'ingénieur de la marine navale, le maire Mario Masciulli, avec l'aide du capitaine G. Travaglino et de l'ingénieur Guido Cattaneo.
Seuls trois Siluro San Bartolomeo avaient été fabriqués avant la date de l'armistice entre l'Italie et les forces armées alliées ; deux sont restés à La Spezia et un envoyé à Venise a été retrouvé à la fin de la guerre. Les deux présents La Spezia ont été consignés à la Castagna Task Force, une ancienne batterie du Decima Flottiglia MAS sous le commandement du Lieutenant Augusto Jacobacci. Ceux-ci avaient été désignés pour attaquer Gibraltar, mais l'action avait été suspendue à la suite de l'armistice.